# Punta d'Ullastrell
La Punta d'Ullastrell és un cap de la costa de la Marenda del terme comunal de Portvendres, a la comarca del Rosselló (Catalunya del Nord). Està situat a prop del límit de llevant del terme de Portvendres, en el massís del Cap d'Ullastrell. És el límit nord-est del Cap d'Ullastrell.